# Mesoscia pascora
Mesoscia pascora is een vlinder uit de familie van de Megalopygidae. De wetenschappelijke naam van de soort is voor het eerst geldig gepubliceerd in 1900 door Schaus.